# Alpaida quadrilorata
Alpaida quadrilorata är en spindelart som först beskrevs av Simon 1897.  Alpaida quadrilorata ingår i släktet Alpaida och familjen hjulspindlar. Inga underarter finns listade i Catalogue of Life.